# 1903 في الفلبين
فيما يلي قوائم الأحداث التي وقعت خلال عام 1903 في الفلبين.

## سياسة

### انتهاء فترة المنصب
- 23 ديسمبر – ويليام هوارد تافت الحاكم العام في الفلبين [الإنجليزية]‏.

## مواليد

### نوفمبر
- 20 نوفمبر – ديونيسيو كالفو

## وفيات

### مايو
- 13 مايو – أبوليناريو مابيني (مواليد 1864) سياسي فلبيني.